# Ceratozetes intermedius
Ceratozetes intermedius är en kvalsterart som först beskrevs av Covarrubias 1967.  Ceratozetes intermedius ingår i släktet Ceratozetes och familjen Ceratozetidae. Inga underarter finns listade i Catalogue of Life.